# Folke Forsman

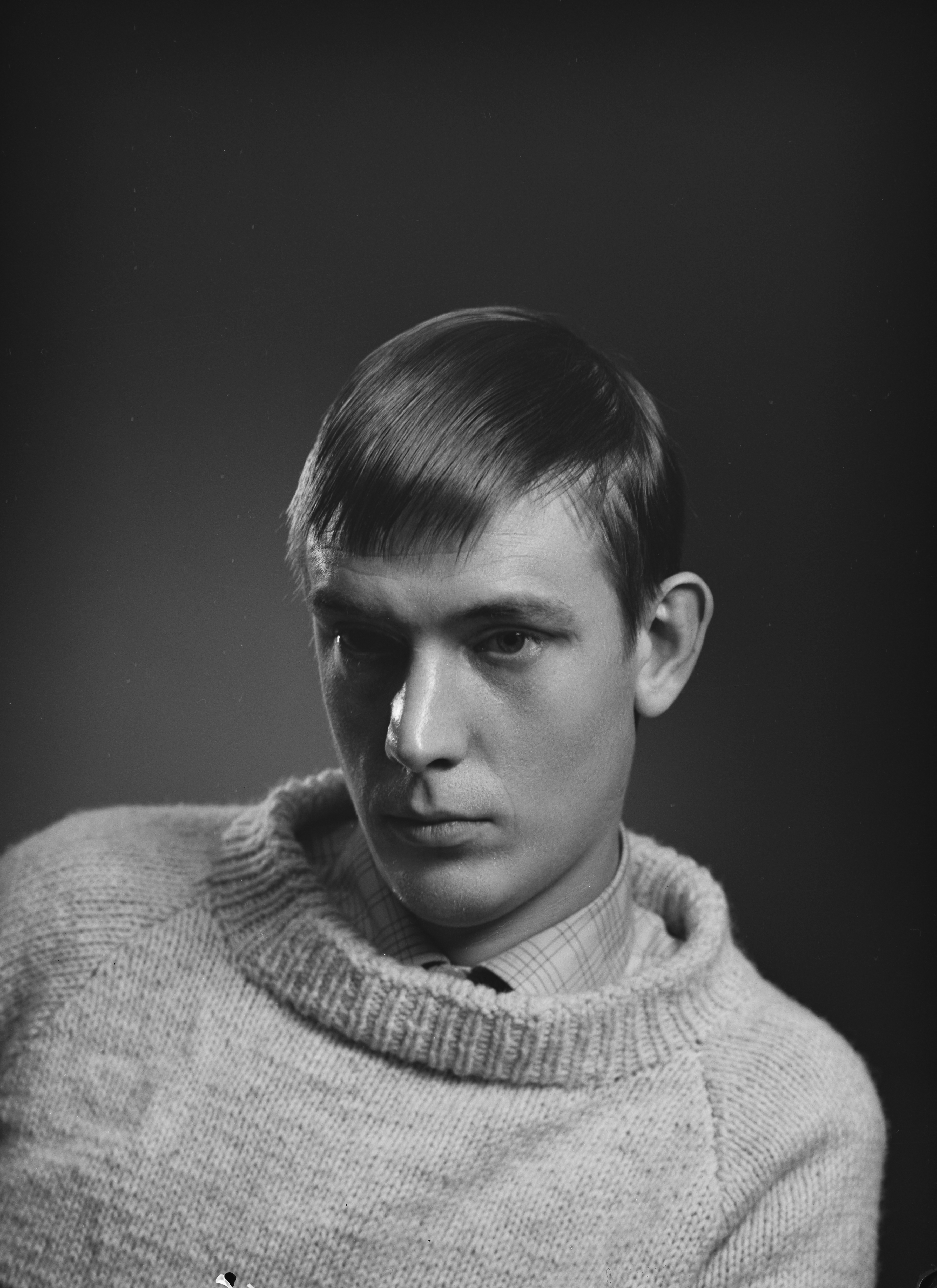
Folke Forsman (1967)

Folke Michael Forsman, född 10 april 1937 i Helsingfors, är en finländsk organist. Han är bror till Rabbe Forsman. 
Forsman studerade vid Sibelius-Akademin för Enzio Forsblom, erhöll diplom i orgelspel (1962) och företog under slutet av 1960-talet studieresor till bland annat Italien, Spanien, Frankrike och Tyskland. Han var kyrkomusiker i Olaus Petri församling i Helsingfors 1966–2005. Vid hans konserter i Finland, i Norden och på kontinenten har orgelverken av Olivier Messiaen intagit en central plats. Han var lärare i orgelspel vid Sibelius-Akademin 1963–1984 och lektor där 1984–2001. Han blev filosofie magister 1983 och musikdoktor 1999. 
Från 1965 har Forsman varit musikrecensent i Hufvudstadsbladet och har även skrivit tidskriftsartiklar. Han har haft åtskilliga förtroendeuppdrag, bland annat ordförande i Organum-sällskapet 1990–1995. Bland publikationerna märks Suomalaiset urkusävellykset ja suomalainen urkujenrakennus (1985) samt Registrering i Olivier Messiaens orgelmusik (dissertation, 1999).